# Roland Matthes
Roland Matthes (17. listopadu 1950 Pößneck – 20. prosince 2019, Wertheim) byl východoněmecký plavec, se čtyřmi zlatými medailemi nejúspěšnější znakař olympijské historie. Na OH 1968 i 1972 vyhrál znak na 100 metrů i 200 metrů, získal také dvě stříbrné medaile na znakařském úseku polohové štafety a dvě bronzové ve štafetě volným způsobem a na 200 m znak na olympiádě 1976. Vytvořil šestnáct světových rekordů, na mistrovství světa v plavání vyhrál v roce 1973 obě znakařské tratě a v roce 1975 na 100 metrů, na mistrovství Evropy v plavání získal pět zlatých medailí (čtyři v individuálních závodech a jednu v polohové štafetě), sedm let v řadě nebyl poražen.
Byl zvolen Sportovcem roku NDR v letech 1967–1971, 1973 a 1975, také převzal státní vyznamenání Vaterländischer Verdienstorden. Po ukončení kariéry vystudoval medicínu na Jenské univerzitě a pracoval jako ortoped. V letech 1978 až 1982 byl ženatý s další plaveckou olympijskou vítězkou Kornelií Enderovou. V roce 2006 byl uveden do Síně slávy německého sportu.